# Corrente contínua em alta tensão

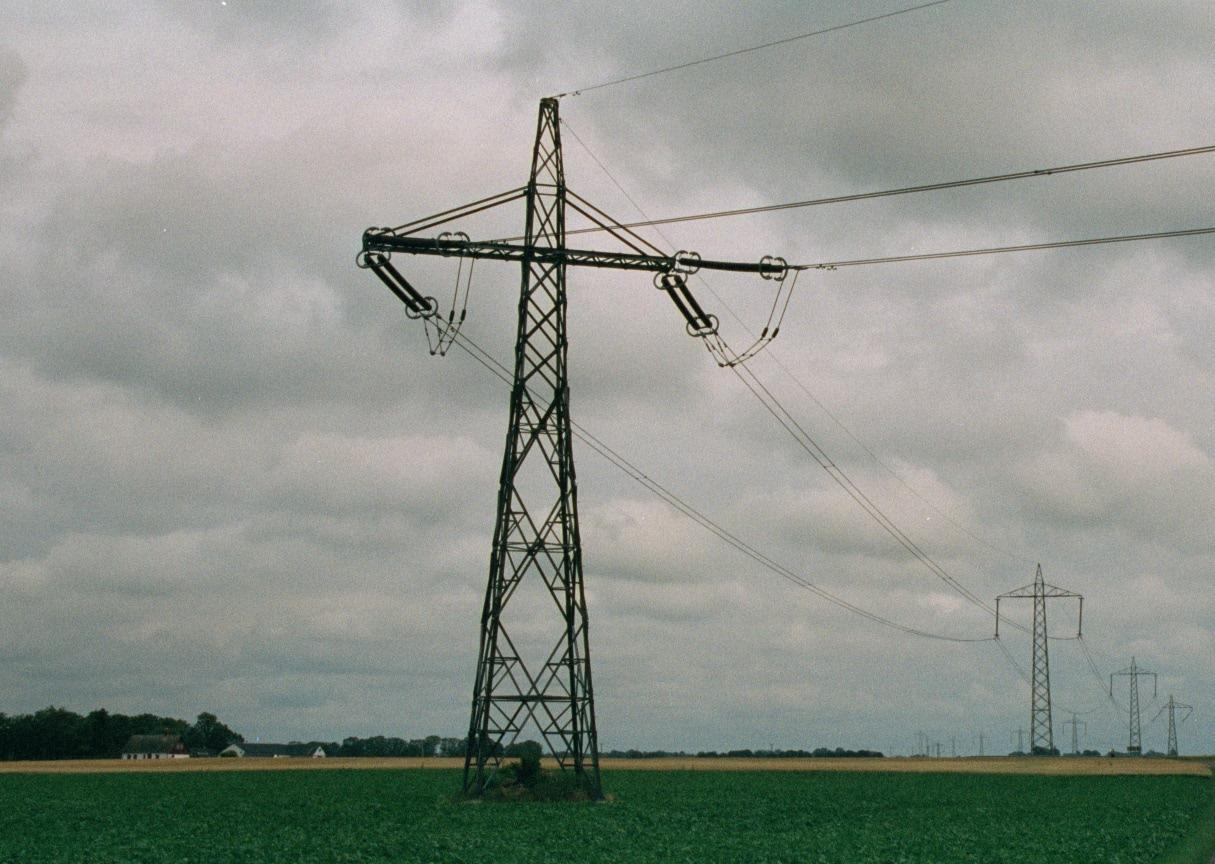
Torres do sistema CCAT Baltic Cable, na Suíça

Os sistemas de corrente contínua em alta tensão (CCAT ou em inglês HVDC) são uma alternativa para a transmissão de grandes blocos de energia (acima de 1500 MW) a longas distâncias (acima de 1000 km).
Os sistemas de corrente contínua também são utilizados no intercâmbio entre dois sistemas defasados ou em frequências diferentes (por exemplo, Brasil e Argentina ou Brasil e Paraguai). Neste caso são usados sistemas "back-to-back", nos quais estações conversoras estão no mesmo edifício (não há linha de transmissão).

## Histórico
Na implementação inicial dos sistemas de transmissão e distribuição de energia elétrica, foram apresentadas opções em corrente alternada e corrente contínua (veja Guerra das Correntes). O sistema de corrente alternada foi escolhido pela praticidade do uso de transformadores e custo inferior dos geradores e motores.
O uso de corrente alternada permite que a energia seja transmitida, elevando-se a tensão com transformadores. Como o desenvolvimento da eletrônica de potência, o aumento da demanda e as distâncias entre geradores e centros de carga, a proposta de corrente contínua torna-se viável.

## Vantagens
O custo de uma linha de transmissão é essencialmente o peso dos cabos utilizados, compostos de alumínio, aço e ligas. O cabo também define essencialmente as perdas, que são proporcionais ao quadrado da corrente. O sistema em corrente alternada (CA), sendo um sistema trifásico, necessita de um conjunto de três cabos enquanto o sistema em corrente contínua (CC) necessita somente de dois cabos, um para cada pólo. Alternativamente pode-se usar somente um pólo, usando o terra como retorno.
Uma linha em corrente contínua pode interligar dois sistemas em corrente alternada, que podem estar fora de sincronismo ou em freqüências diferentes (veja por exemplo Itaipu). Estas linhas também aumentam a estabilidade do sistema, pelo desacoplamento entre sistemas, e pela possibilidade de controle do fluxo de potência. Este controle também permite o chaveamento suave, evitando o surgimento de transitórios indesejáveis.

## Desvantagens
O uso de corrente contínua em um sistema de corrente alternada necessita de subestações conversoras, nas quais convertem a energia entre os dois sistemas. Basicamente as conversoras são compostas por tiristores de alta potência, uma tecnologia cara em relação aos sistemas de corrente alternada.
Outro equipamento necessário para a conversão são os filtros, tanto nos lados de corrente contínua quanto o de alternada. Os filtros de corrente contínua permitem o alisamento da forma de onda, reduzindo o "ripple".
Apesar do sistema ser em corrente contínua, existe uma absorção de potência reativa de ambas as conversoras, devido à ação dos tiristores. Os filtros de corrente alternada são necessários para compensá-los.
Os sistemas atuais carecem de disjuntores específicos, devido a dificuldade de interromper altas correntes. O controle da corrente é realizado pelas subestações conversoras, através dos tiristores. Logo ainda não existem redes em CCAT, somente linhas interligando dois pontos, ou sistemas multi-terminais que devem ser controlados como um todo.
As linhas de corrente contínua também apresentam peculiaridades: o campo elétrico é polarizado unidirecionalmente, ao contrário da corrente alternada, originando uma corrente iônica e o surgimento de cargas espaciais.
O aterramento também deve ser cuidadosamente projetado: em caso de operação monopolar da linha, o aterramento injetará altas correntes no solo, podendo culminar em um secamento e um aumento irreversível da resistividade, inutilizando todo o sistema.

## Sistemas Instalados
- Itaipu - 3 linhas de transmissão de 500 kV transmitem toda a energia do setor de 60 Hz e  2 linhas de transmissão de ±600 kV DC transmitem para o Brasil a energia do setor de 50 Hz não consumida pelo Paraguai (70%).
- Belo Monte - Primeira linha de transmissão de energia elétrica em ultra alta tensão de corrente contínua da América latina, inaugurada em dezembro de 2017.